# Makunaima guianensis
Makunaima guianensis es una especie de pez de la familia Characidae en el orden de los Characiformes.

## Morfología
Los machos pueden llegar alcanzar los de 6 cm longitud total.

## Hábitat
Vive en zonas de clima tropical (23 °C-27 °C).

## Distribución geográfica
Se encuentran en Sudamérica: Guayana y Venezuela.